# 小澤理奈
小澤 理奈（こざわ りな、1987年2月23日 - ）は、愛知県名古屋市出身の、日本人の女子柔道選手である。階級は63kg級。身長165cm。血液型はO型。組み手は右組み。得意技は大外刈。

## 経歴
柔道は小学校3年の時に1歳上の兄に続いて米田道場で始めた。清州中学時代はバレーボールと掛け持ちしていた。しかしながら、弥富高校柔道部監督の東内伸浩に熱心に勧誘されたことで、弥富高校へ進んで柔道に専念すると、2年の時に全国高校選手権で3位に入った。3年の時にはインターハイと全日本ジュニアでも3位になった。アジアジュニアでは優勝を果たした。2005年に山梨学院大学へ進学すると、1年の時に学生体重別で3位となった。2年の時には優勝大会で2位になった。全日本ジュニアで優勝するも、世界ジュニアでは決勝でキューバのオニックス・コルテスに敗れて2位だった。3年の時には学生体重別で3位だったが、講道館杯では決勝で仙台大学2年の田中美衣を破って優勝を飾った。4年の時にはアジア選手権で優勝を飾った。優勝大会では決勝の東海大学戦で得意の大外刈を決めてチームを優勝へ導いた。学生体重別でも決勝で田中を破って優勝して学生2冠を達成した。グランプリ・ハンブルクでは3位だった。2009年にはミキハウス所属となると、アジアマーシャルアーツゲームズで優勝した。実業個人選手権では2位となった。2010年にはワールドカップ・ソフィアで優勝した。講道館杯では決勝でコマツの谷本育実に敗れて2位だったが、グランプリ・青島でIJFワールド柔道ツアー初優勝を飾った。

## 戦績
- 2004年 -　全国高校選手権　2位
- 2004年 -　インターハイ　3位
- 2004年 -　全日本ジュニア　3位
- 2004年 -　アジアジュニア　優勝
- 2005年 -　学生体重別　3位
- 2006年 -　優勝大会 2位
- 2006年 -　ドイツジュニア国際　2位
- 2006年 -　全日本ジュニア　優勝
- 2006年 -　世界ジュニア　2位
- 2007年 - 学生体重別　3位
- 2007年 -　講道館杯　優勝
- 2008年 - ベルギー国際　3位
- 2008年 -　アジア選手権　優勝
- 2008年 -　優勝大会　優勝
- 2008年 -　学生体重別　優勝
- 2009年 - グランプリ・ハンブルク　3位
- 2009年 -　アジアマーシャルアーツゲームズ　優勝
- 2009年 -　実業個人選手権　2位
- 2010年 - ワールドカップ・ソフィア　優勝
- 2010年 -　グランプリ・チュニス 5位
- 2010年 -　実業個人選手権　3位
- 2010年 -　講道館杯　2位
- 2010年 -　グランプリ・青島 優勝

(出典、JudoInside.com)